# Purbeck (district)
Purbeck is een plaats in het graafschap Dorset, district Dorset (district) en telt 44.416 inwoners. De oppervlakte bedraagt 404 km².
Van de bevolking is 21,8% ouder dan 65 jaar. De werkloosheid bedraagt 1,9% van de beroepsbevolking (cijfers volkstelling 2001).

## Plaatsen in Purbeck
- Lytchett Matravers
- Lytchett Minster
- Swanage
- Wareham
- Wool
- Upton